# 贝劳恩萨
贝劳恩萨（西班牙語：Belaunza）是西班牙巴斯克自治区吉普斯夸省的一个市镇。总面积3平方公里，总人口285人（2001年），人口密度95人/平方公里。